# Lastro (economia)
Lastro, em Economia, é a garantia implícita de um ativo. O conceito de lastro é utilizado para determinar o valor real das moedas, no sentido de que o lastro é equivalente às riquezas de um país, cuja moeda pretende representar.
Um país só poderá imprimir mais moeda (dinheiro) se houver um lastro, ou seja, a produção de riquezas equivalente ao dinheiro impresso. Caso o governo produza uma certa quantidade de moeda sem uma garantia de que terá o retorno, a moeda acaba perdendo o valor, a impressão de dinheiro acaba não tendo efeito nenhum e consequentemente o surgimento de um cenário de hiperinflação. Bolhas de crédito são geradas na impressão de dinheiro sem lastro, causando graves distorções no mercado e nos preços. 

### Moedas fiduciárias
Ao contrário do que se usava anteriormente, moedas atuais, as chamadas fiduciárias, não têm um valor correspondente em ouro, prata ou outros metais. No período colonial do Brasil, os réis tinham parte em prata, um lastro que garantia que aquele valor em moeda tinha uma parte correspondente em prata. Da mesma forma, até 1970 o dólar tinha como lastro o ouro; logo, cada dólar representava uma parte do metal precioso, tendo assim um valor intrínseco. As moedas modernas entrelaçam sua garantia em seus órgãos reguladores, como o Federal Reserve (FED), o sistema de reserva federal dos Estados Unidos, equivalente ao Banco Central no Brasil. Em ambos os casos, a moeda está entrelaçada a esses órgãos, que garantem seu valor, com políticas monetárias, taxas de juros e reservas bancárias. No geral, precisam controlar a emissão de moedas, pois esta gera inflação, como observado em diversos momentos históricos, como a crise do encilhamento e a hiperinflação na República de Weimar. Em todos esses casos, é entendido que o lastro é uma garantia e que, apesar das moedas fiduciárias não terem uma reserva em ouro ou prata, elas são validadas pela confiança nas instituições emissoras de determinada moeda, como o Banco Central. 